# レックス・ローレス
レックス・ローレス（Rex Lawless）のリングネームで知られるロブ・マスカレラ（Rob Muscarella、1988年12月2日 - ）は、アメリカ合衆国のプロレスラー。ニューヨーク州ベルモア出身。

## 来歴
2010年、ロングアイランドを拠点としてマイキー・ウィップレックが主宰するインディー団体であるNYWC（New York Wrestling Connection）が運営するNYWCトレーニングセンターにてプロレスの基礎を学ぶ。10月30日、NYWC House of Madness 2010にてクワイエット・ストームと対戦するがまともに戦わず、介入してきたアポリオンと共に襲撃して試合を壊し鮮烈のプロレスラーデビューを果たす。デビュー後ストッケード、アポリオン、デーモン・クロウリーと規格外ヒールユニットであるオーダー・オブ・ザ・ブラック（Order of the Black）を結成して活動。12月18日、ベビーフェイス vs ヒールによるベスト・オブ・ファイブ・シリーズにてサイザーと対戦して勝利した。
2011年5月21日、NYWC Fusion 2011にてNYWCタッグ王座挑戦権争奪バトルロイヤルにて優勝を飾る。6月18日、NYWC Going the Distance 2011にてパートナーをディッキー・ロッズを指名し、NYWCタッグ王者チームであるダン・エコス & ケニー・ロイヤルに挑戦して勝利し、キャリア初のタイトルを獲得した。
2012年よりウェストバージニア州を拠点とするIWA EC（IWA East Coast）、デラウェア州を拠点とするECWA（East Coast Wrestling Association）、ペンシルベニア州を拠点とするIWC（International Wrestling Cartel）など様々な団体に参戦。
2014年5月31日、NYWC Fusion 2014にてNYWCフュージョン王座を保持するブレイク・モリス、トニー・ニースとトリプルスレットマッチにより王座戦に挑み勝利し、ベルトを奪取。NYWCフュージョン王座戴冠後、モリスとベルトを巡り抗争を繰り広げたが8月より友好関係を築きフローレス・アンド・ローレス（Flawless And Lawless）なるタッグチームを結成。メジャー団体進出を目指して9月よりCZWの登竜門的イベントであるCZW Dojo Warsに参加。同月24日、CZW Dojo Wars 10にてトーナメント・オブ・バローにエントリー。1回戦でフィニアス・ジェームスと3フォールマッチを行うが2本を取られ敗退した。10月11日、マサチューセッツ州を拠点とするWIF（Wrestling is Fun）のヤングライオンズカップに出場。1回戦でアンソニー・グリーンと対戦して勝利。準決勝にて6wayマッチを行うがドノヴァン・ダイジャックにフォールされ敗退した。
2015年6月18日、CZW Dojo Wars 32にてCZW限定でリングネームをペクトラル・ポセイドン（Pectoral Poseidon）として活動する事を発表。試合ではビッグ・ダディ・ドレと対戦して終盤にチョークスラムを喰らうが上手く切り返してシットアウト・パワーボムへと繋げて勝利した。7月30日、NYWC Trust No OneにてモリスとのタッグでNYWCタッグ王座を保持するミルクチョコレート（ブランドン・ワッツ & ランディ・サマーズ）と対戦して勝利し、3度目のNYWC王座を戴冠。

## 得意技
- チョークボム

フィニッシャー
- シットアウト・パワーボム
- ブレーンバスター
- フロント・スープレックス
- セントーンボム

## 獲得タイトル
NYWC
- NYWCフュージョン王座 : 1回
- NYWCタッグ王座 : 3回

w / ディッキー・ロッズ
w / マイキー・ウィップレック
w / ブレイク・モリス
FBW（Five Borough Wrestling）
- FBWタッグ王座 : 1回

w / ブレイク・モリス

## 入場曲
- Michael Giacchino - As the Jurassic World Turns